# 第15回日本アカデミー賞
第15回日本アカデミー賞は1992年（平成4年）3月20日に行われた日本アカデミー賞の発表・授賞式。
国立京都国際会館で開催され、司会は高島忠夫と田中好子が務めた。

## 最優秀作品賞
- 息子

### 優秀作品賞
- あの夏、いちばん静かな海。
- 大誘拐 RAINBOW KIDS
- 八月の狂詩曲 (ラプソディー)
- 無能の人

## 最優秀監督賞
- 岡本喜八（大誘拐 RAINBOW KIDS）

### 優秀監督賞
- 北野武（あの夏、いちばん静かな海。）
- 黒澤明（八月の狂詩曲 (ラプソディー)）
- 竹中直人（無能の人）
- 山田洋次（息子）

## 最優秀脚本賞
- 岡本喜八（大誘拐 RAINBOW KIDS）

### 優秀脚本賞
- 北野武（あの夏、いちばん静かな海。）
- 黒澤明（八月の狂詩曲 (ラプソディー)）
- 丸内敏治（無能の人）
- 山田洋次・朝間義隆（男はつらいよ 寅次郎の告白、息子）

## 最優秀主演男優賞
- 三國連太郎（釣りバカ日誌4、息子）

### 優秀主演男優賞
- 緒形拳（咬みつきたい、大誘拐 RAINBOW KIDS）
- 柴田恭兵（!［ai-ou］ 、福沢諭吉）
- 竹中直人（無能の人）
- 松方弘樹（江戸城大乱、首領〈ドン〉になった男）

## 最優秀主演女優賞
- 北林谷栄（大誘拐 RAINBOW KIDS）

### 優秀主演女優賞
- 岩下志麻（新・極道の妻たち）
- 工藤夕貴（戦争と青春）
- 樋口可南子（陽炎、四万十川）
- 村瀬幸子（八月の狂詩曲 (ラプソディー)）

## 最優秀助演男優賞
- 永瀬正敏（息子、喪の仕事）

### 優秀助演男優賞
- 井川比佐志（上方苦界草紙、戦争と青春、泣きぼくろ、八月の狂詩曲 (ラプソディー)）
- 緒形拳（グッバイ・ママ）
- 橋爪功（おいしい結婚）
- 松山千春（極道戦争 武闘派）

## 最優秀助演女優賞
- 和久井映見（就職戦線異状なし、息子）

### 優秀助演女優賞
- 荻野目慶子（陽炎）
- 樹木希林（戦争と青春／大誘拐 RAINBOW KIDS）
- 風吹ジュン（無能の人）
- 松下由樹（新・同棲時代／波の数だけ抱きしめて）

## 最優秀音楽賞
- 久石譲（あの夏、いちばん静かな海。、仔鹿物語、ふたり、福沢諭吉）

### 優秀音楽賞
- 池辺晋一郎（江戸城 大乱、動天）
- GONTITI（無能の人）
- 佐藤勝（陽炎、戦争と青春、大誘拐 RAINBOW KIDS、釣りバカ日誌4）
- 松村禎三（息子）

## 最優秀撮影賞
- 斎藤孝雄・上田正治（八月の狂詩曲 (ラプソディー)）

### 優秀撮影賞
- 岡崎宏三（戦争と青春）
- 岸本正広（大誘拐 RAINBOW KIDS）
- 高羽哲夫（息子）
- 森田富士郎（陽炎）

## 最優秀照明賞
- 佐野武治（八月の狂詩曲 (ラプソディー)）

### 優秀照明賞
- 下村一夫（戦争と青春）
- 佐藤幸次郎（大誘拐 RAINBOW KIDS）
- 青木好文（息子）
- 中岡源権（陽炎）

## 最優秀美術賞
- 村木与四郎（八月の狂詩曲 (ラプソディー)）

### 優秀美術賞
- 井川徳道（江戸城 大乱、動天、福沢諭吉）
- 出川三男（男はつらいよ 寅次郎の告白、息子）
- 西岡善信（陽炎）
- 春木章（戦争と青春）

## 最優秀録音賞
- 紅谷愃一（八月の狂詩曲 (ラプソディー)）

### 優秀録音賞
- 小野寺修（遊びの時間は終らない、グッバイ・ママ）
- 神保小四郎（大誘拐 RAINBOW KIDS）
- 鈴木功・松本隆司（男はつらいよ 寅次郎の告白、息子）
- 橋本文雄（おいしい結婚、王手、夢二）

## 最優秀編集賞
- 鈴木晄・川島章正（大誘拐 RAINBOW KIDS）

### 優秀編集賞
- 石井巌（男はつらいよ 寅次郎の告白、息子）
- 市田勇（江戸城 大乱、陽炎、動天、福沢諭吉）
- 奥原好幸（代打教師 秋葉、真剣です!、バカヤロー! 4 YOU! お前のことだよ、真夏の地球、無能の人）
- 北野武（あの夏、いちばん静かな海。）

## 最優秀外国作品賞
- ダンス・ウィズ・ウルブズ

### 優秀外国作品賞
- ターミネーター2
- ニキータ
- 羊たちの沈黙
- レナードの朝

## 新人俳優賞
- 唐沢寿明（おいしい結婚、ハロー張りネズミ）
- 佐野圭亮（戦争と青春）
- 永瀬正敏（アジアンビート アイ・ラブ・ニッポン、息子、喪の仕事）
- 別所哲也（新・同棲時代、波の数だけ抱きしめて）
- 松山千春（極道戦争 武闘派）
- 石田ひかり（あいつ、咬みつきたい、ふたり）
- 大島弘子（あの夏、いちばん静かな海。）
- 具志堅ティナ（ぼくらの七日間戦争 2）
- 観月ありさ（超少女REIKO）
- 和久井映見（就職戦線異状なし、息子）

## 話題賞

### 作品部門
- おもひでぽろぽろ

### 俳優部門
- 中山美穂（波の数だけ抱きしめて）

## 会長特別賞
- 今井正
- 上原謙
- 依田義賢

## 協会特別賞
- 谷明憲（殺陣師）
- 沼田和子（結髪）
- 毛利清二（刺青師）
- 山崎華瑞（背景）
- 吉野桂子（結髪）

## 特別賞
- 企画賞 早乙女勝元（戦争と青春）
- 特殊技術賞 特技監督・川北紘一をはじめとする「ゴジラvsキングギドラ」特殊技術スタッフ